# 陳將双
陳將双（2002年10月16日—）為臺灣男子籃球運動員，現效力於中国男子篮球职业联赛南京同曦。

## 早年
陳將双出生於臺中縣和平鄉（今臺中市和平區）環山部落，父親泰雅族人、母親布農族人。陳將双國小就讀平等國小，籃球啟蒙教練為何慶隆，國小四年級為了就讀體育專班而轉學到大智國小，國小畢業後北上就讀金華國中。2018年3月入選2017年U16亞青賽中華男籃12人名單，同年4月率領金華國中奪得106學年度國中籃球聯賽男子組冠軍並獲選為MVP。
國中畢業後前往美國就讀橡樹山學院。原預定109學年度（2020年至2021年）要升上大隊（Red Team），但受到COVID-19疫情影響而辦理休學返回臺灣加入光復高中。2021年3月率領光復高中奪下109學年度高中籃球聯賽男子組季軍，另外在2021年HBL高中籃球全明星賽男子組球迷票選第二名，擔任全明星賽男子組白隊隊長一職；最終在全明星賽攻下全隊最高16分奪下全明星賽MVP。
HBL賽季結束後原已前往美國就讀哈格瑞夫軍校，但因家庭因素又返回臺灣，並婉拒了臺灣職業球隊的邀約，決定以完成高中學業為優先而再披光復戰袍。2022年3月13日，陳將双在110學年度高中籃球聯賽男子組冠軍賽第四節剩1.93秒時投進致勝兩分球，率隊以59比57擊退南山高中，榮獲MVP與人氣王。之後第二度參與HBL高中籃球全明星賽，並攻下全隊最高21分。大學報考國立政治大學與世新大學，最後同時錄取兩間大學，但陳將双決定進入世新大學，就讀觀光系，菜鳥球季抱走大專籃球聯賽新人王頭銜。

## 職業生涯
2024年7月23日，陳將双在台灣職業籃球大聯盟新人選秀會第一輪第七順位被新北國王選中。7月27日，陳將双在CBA選秀會第一輪第八順位被南京同曦選中。陳將双與南京同曦簽下3年A2類合約。

## 外部連結
- 陳將双的Instagram帳戶
- 陳將双在fiba.basketball（英语）
- 陳將双在fiba3x3.com（英语）
- 陳將双在中国男子篮球职业联赛官網
- 陳將双在Basketball-Reference.com（國際）（英语）
- 陳將双在Eurobasket.com（球員）（英语）
- 陳將双在Eurobasket.com（球員）（英语）
- 陳將双在Proballers（英语）
- 陳將双在RealGM（英语）
- 陳將双在中国篮球数据库
- 陳將双在Flashscore（英语）